# Сражение на острове Лефкада
Сражение на острове Лефкада (греч.  Η Μάχη της Λευκάδας) или Сражение в Лаинаки (греч.  Η μάχη στο Λαϊνάκι ) — трёхдневное сражение (16—18 июня 1944 года) на греческом острове Лефкада, Ионические острова, состоявшееся в годы Второй мировой войны между отрядом VII бригады (2/39 полка) греческой партизанской армии ЭЛАС и местными резервистами ЭЛАС и частями Вермахта, отрядом ЭДЕС и местными коллаборационистами.
Самое известное и одновременно самое кровавое военно-политическое событие на этом острове в период его немецкой оккупации (1943 – октябрь 1944):286:288.

## Место сражения

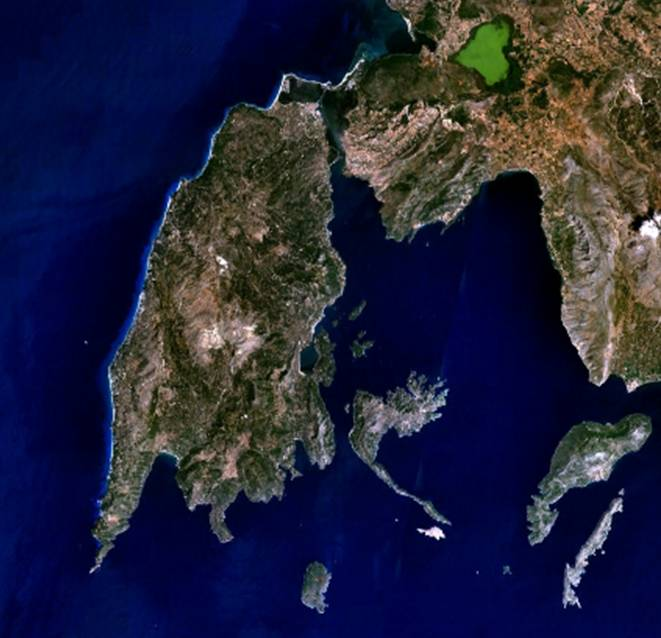
Остров Левкада – снимок NASA

Лефка́с (греч. Λευκάς), также Лефка́да или Левка́да (Λευκάδα) — остров в Ионическом море, у северо-западного побережья материковой области Акарнания. По сути является полуостровом, поскольку его северо-восточная часть отделяется от материковой Средней Греции узким (25 м) искусственным каналом. 
Близость к материку и лёгкий доступ к нему, в период оккупации Греции странами Оси (1941-1944) позволял оккупантам контролировать остров частями дислоцированными на материке, оставляя на острове незначительные силы. 
С другой стороны, несмотря на гористость острова (высотой до 1158 м над уровнем моря) его небольшие размеры (353 км²
и отсутствие густых лесов, не позволяли развернуть здесь заметную партизанскую деятельность – подпольные организации Сопротивления отправляли жителей острова в партизанские соединения на материк.

## Начало оккупации Левкады
В конце октября 1940 года греческая армия отразила итальянское вторжение и перенесла военные действия на территорию Албании, где продолжала одерживать победы. 6 апреля 1941 года на помощь итальянцам пришёл Вермахт, вторгнувшийся в Грецию с территории союзной немцам Болгарии. После падения Крита в конце мая территория Греции была разделена на три зоны оккупации – немецкую, итальянскую и болгарскую. 
Остров был оккупирован полком итальянской дивизии “Акви” в начале мая.
Греки считали итальянцев побеждёнными и, как в других регионах подлежавших итальянской оккупации, мэр Левкады отверг церемонию “сдачи ключей” и подготовил делегацию в Превезу, для сдачи ключей немцам:23. 
Итальянцы расположились на побережье, где начали готовить оборонительные сооружения на случай вражеской высадки. 
Немцы ограничились наблюдательным пунктом в Агиос Петрос, созданным в декабре 1941 года:25.
Итальянские части постоянно находились в статусе ротации и перемещались. В начале оккупации на остров прибыли 2 роты чернорубашечников. В январе 1943 прибыли 2 батареи артиллерии, которые оставались на острове до конца итальянской оккупации. Командир артиллеристов, полковник Ottalevi, принял командование всеми частями на острове:25
Оккупационные власти ввели в обращение свои деньги со штампом “Для Греции”, установили комендантский час и разрешали выход плавсредств в море только в сотрудничестве с оставшейся на острове греческой жандармерией:26.
В целом жандармерия сотрудничала с итальянскими карабинерами, за исключением жандарм бежавших к партизанам:89
Был установлен запрет на утаивание продовольствия и, главным образом, оливкового масла:29
Приказом Б. Мусолини от 12 ноября было создано отделённое от Греции “Ионическое государство”:28 
Но обстановка на острове существенно отличалась от региона Восточная Македония и Фракия, где болгарские оккупационные власти приступили к насилию с первых недель оккупации. 
После чего преждевременное и плохо организованное восстание, организованное греческими коммунистами в сентябре 1941 года, послужило поводом к началу кровавого террора со стороны болгарских оккупационных властей. Последовал беспрецедентный исход более 100 тысяч греков из болгарской зоны оккупации в немецкую, который греческий писатель Илиас Венезис отразил в своей ставшей классической книге «Исход» (греч. Έξοδος).
Обстановка на острове в первые годы оккупации отличалась (в лучшую сторону) и от итальянских зон оккупации на материке, в силу особого статуса, но и умеренной политики оккупационного командования, в особенности полковника Отталеви, а также начальной осторожной деятельности организаций Сопротивления выведших свою боевую активность на материк.
Даже за избиением итальянских солдат группами местной молодёжи не последовали кровавые репрессии и вопросы разрешались административно-полицейскими мерами:39:40
З. Куцафтис отмечает, что период когда комендантом острова был полковник Отталеви не отмечен “никакими варварскими действиями” и его поведение в разрешении бунтов в сёлах Вукери и Эглуви “свидетельствует о том что он не был фашистом”:151

## Сопротивление

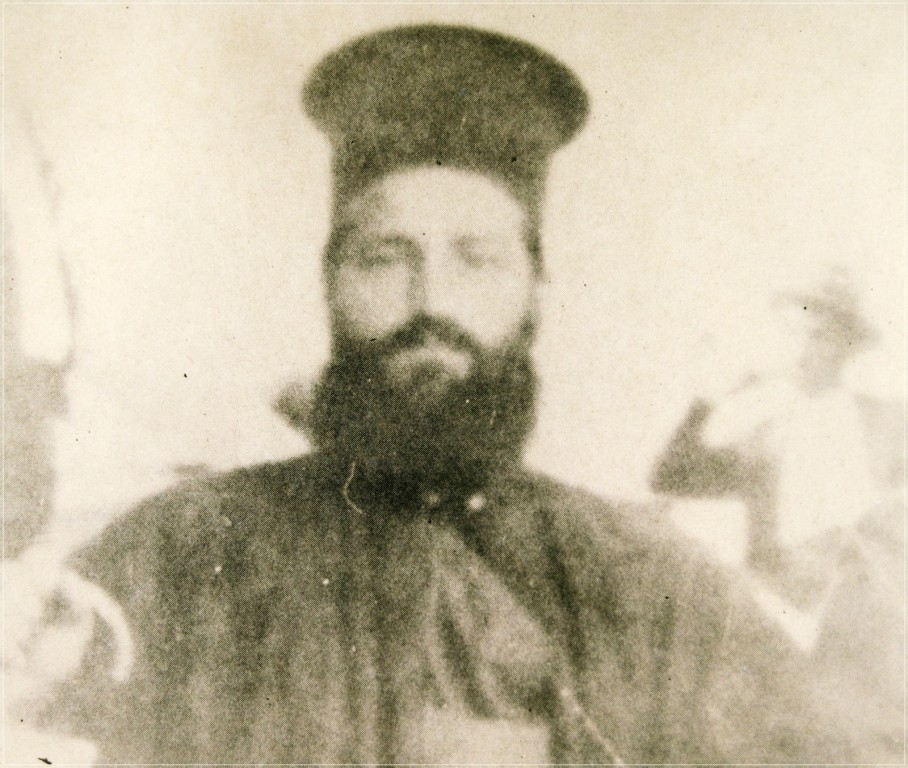
священник Ктенас, Ефстафий – член руководства Сопротивления на острове, в дальнейшем член законодательного собрания при “Правительстве гор”

Позиция компартии на острове была сильна ещё в довоенные годы, в особенности после поддержки компартией выступлений винопроизводителей острова в 1935 году. 
Сразу после установления оккупации, по списку, представленному греческой жандармерией, итальянцы произвели предупреждающие аресты 17 коммунистов:36.
По всей Греции инициативу по разворачиванию сил Сопротивления взяла на себя компартия Греции, создавшая широкий Национально-освободительный фронт Греции (ЭАМ), а затем — созданной фронтом - армию ЭЛАС.
С началом немецкого вторжения, житель Левкады и ветеран компартии Статис Завицианос, бежал с места своей ссылки на острове Фолегандрос и прибыл на остров 20 мая 1941 года:37.
10 июня состоялось первое организационная сходка ячеек компартии:41.
К августу 1942 года была создана сеть подпольных организаций, для координации деятельности которых был создан комитет 10 островитян, включая священника Эфстафия Ктенаса:51,бывшего в греко-итальянской войне военным священником:363
Первоочерёдной задачей в период Великого голода (1941-1942) было содействие населению просто выжить. 
Кроме утаивания продовольствия и преследуемого оккупантами ночного помола пшеницы:40, была налажена контрабанда морем по обмену оливкового масла на зерно:53
Первые эпизоды Сопротивления носили характер малых диверсий, как то обрезанные телефонные кабели:69 и спуск итальянского флага у комендатуры:72.
Первые эпизоды с использованием оружия отмечены с октября 1941 года:68
Первой группой перешедшей на материк и вступившей в партизанский отряд армии ЭЛАС стала группа П Яннулиса, перешедшая в Ксиро́меро в октябре 1942 года:78, после чего, с небольшими интервалами времени, за ней последовали несколько сотен человек из молодёжи острова:69.
При этом группа П. Яннулиса ответствена за первый вооружённый инцидент непосредственно на острове 27 октября 1942 года, в котором был убит итальянский солдат, но без последствий для населения:99.
Первая жертва среди жителей острова в период итальянской оккупации отмечена лишь в январе 1943 года:104.

## ЭДЕС
Партизанская армия ЭЛАС охарактеризована консервативной историографией Сопротивления как прокоммунистическая. ЭЛАС доминировала по всей стране. Только на северо-западе и главным образом в Эпире были также сильны позиции поддерживаемой и финансируемой англичанами:83 армии ЭДЕС. 
До середины 1943 года на Левкаде не было организаций ЭДЕС:80.
Эдди Майерс из британской миссии в горах Греции писал в своём докладе от 12 августа 1943 года, что «ЭАΜ-ЭЛАС русофилы и следуют линии компартии», и инструктировал подрывать их деятельность, не останавливаться перед сотрудничеством с коллаборационистами, с тем «чтобы когда придёт день они (ЭАМ) не могли повредить британским интересам. Майерс писал что «в этом плане ЭДЕС сделал многое»:84.
После выхода Италии из войны на острове появились организации ЭДЕС, которые в дальнейшем не брезговали сотрудничеством с немцами:87.
10 июня 1943 года союзники высадились в Сицилии, 28 июня Италия вышла из войны. 3 августа, по соглашению с местной организацией ЭАМ, итальянская карабинерия на острове стала своего рода пленницей, пребывая без выхода в занимаемой ею здании.
В июле 1943 года на острове были организованы группы т.н. “резервного ЭЛАС” (партизан остававшихся в своих домах):123

## Немецкая оккупация
9 сентября 1943 года немцы прибыли на остров малыми, многократно уступающими итальянцам, силами:149
На тот момент на острове находились 2-3 тысячи итальянских военнослужащих:150. Но итальянцы не думали сопротивляться. 
Организации ЭАМ вошли в контакт с итальянцами, некоторые из них согласившись на предложение были рассеяны по острову и спрятаны. 
Полковник Отталеви, который за время его пребывания на острове не был отмечен никакими варварскими действиями, попытался дипломатически разрешить выход итальянцев из войны, но был застрелен немцами в ходе переговоров:151. 
Сдав оружие итальянцы были переправлены в Акарнанию. 
Жители острова сразу ощутили перемену – юноша попытавшийся украсть шину автомобиля был убит на месте, но успел тяжело ранить немецкого солдата. Немедленно, в ходе первой облавы на острове, были собраны 50 заложников, на случай смерти раненного. Но на этот раз жителям повезло — раненный выжил:200
Хотя первая организация коллаборационистов (ЭСПО) была сформирована на острове в январе 1942 года:113, итальянские власти за отсутствием такой необходимости не вооружали коллаборационистов. Немецкие власти, напротив, решили частично заполнить образовавшийся вакуум вооружёными коллаборационистами. В особенности на юге острова, появились военачальники (атаманы) из числа местных монархистов и антикоммунистов:194. 
В создавшемся вакууме и с целью расширения контролируемой ЭДЕС территории, не встречая особых препятствий со стороны немцев, в конце сентября на остров перешёл, “оплачиваемый англичанами”, как пишет З. Куцафтис, отряд ЭДЕС, под командованием Замбелиса:83
Появление на острове отряда ЭДЕС и деятельность вооружённых коллаборационистов положили начало насилию против сторонников ЭАМ и их семей, против чего немецкие оккупационные власти не возражали.
Между тем, в Эпире ЭДЕС, поощряемый англичанами, заключил перемирие с немцами для борьбы с ЭЛАС:213 и начал военные действия 10 октября 1943 года:214. Одновременно немцы начали наступление против ЭЛАС из Фессалии. Силы ЭЛАС в горах Пинда оказались де-факто в клещах. 
2/39 полк ЭЛАС послал П. Яннулиса на Левкаду для мобилизации:219
В начале февраля 1944 года немцы организовали на острове облаву:280 и 20 февраля, совместно с коллаборационистами, предприняли карательную операцию:372.
Куцафтис пишет что с февраля 1944 года акты насилия коллаборационистов против сторонников ЭАМ и их семей были непрерывными:426.

## Стратегические и геополитические рамки операции в Левкаде
Как пишет Ханс Фрайшер, в этот период (до 5 июля 1944 года) ЭДЕС в целом по Греции не выпустил “ни одной пули против оккупантов”, “подозрительные лица вступили в эту организацию”, ЭДЕС “получил не антифашистский а антикоммунистический оттенок”, “тенденция поддерживалась оккупантами”:375. 
Не прекращая поддержку ЭДЕС, британская миссия осознавала что только ЭЛАС являлась реальной силой для выполнения стратегических задач.
Илиас Термо́с пишет, что британская политика не оставляла идею высадки в Греции. 
Если Операция Животные 1943 года, с участием главным образом сил ЭЛАС, была отвлекающей для высадки в Сицилии, то операция “Ковчег” («Noark Arc») 1944 года планировалась для высадки на Ионическое побережье и (далее) Далмацию, преследуя геополитические цели 
Масштабная высадка в Нормандии начавшаяся 6 июня 1944 года, не отменила планирование этой операции. 
Термо́с пишет, что целью британского стратегического планирования было как можно быстрее опередить продвижение Красной армии к Германии, Чехии, Венгрии и Австрии.
Как следствие, согласно стратегическому плану «Ковчег», ионическое и далмацийское побережья должны были в кратчайшие сроки очищены от немецких сил греческими, а затем и югославскими партизанами. Термо́с пишет, что ЭЛАС должен был взвесить этот критический фактор британской политики и принять решение исходя из своих собственных стратегических интересов, учитывая нескрываемые анти-ЭАМ цели британской политики за господство в Греции после освобождения. 
Термо́с пишет, что учитывая тот факт что британская политика выбрала в качестве своего стратегического союзника ЭДЕС, а не ЭЛАС, было бы логично чтобы каждая операция ЭЛАС планировалась так, чтобы она не шла на пользу анти-ЭАМ британской политике. 
Термо́с считает что именно ЭДЕС должна была взять на себя все соответствующие обязанности в силу своей пробританской (и одновременно проамериканской) политики. 
Термо́с считает, что Британия должна была мобилизовать ЭДЕС чтобы она воевала против немцев и обслужила её имперские планы, поскольку Британия использовала её и вооружала как своего стратегического союзника. 
Термо́с приходит к заключению, что вместо этого логического выбора, «циничная и аморальная британская политика» предпочла использовать своего потенциального врага, ЭЛАС против немцев и ввязать в гражданскую войну с ЭДЕС, а также использовать возможное поражение ЭЛАС для укрепления британского альянса с эдеситами и укрепления своей политики против ЭАМ, в частности на Левкаде, где преследовалась цель отдать остров с его жителями левой ориентации на милость прогерманским и пробританским силам.
Термо́с подчёркивает, что исходя из этой логики и установленной политики против ЭАМ, операция в Левкаде 17-18 июня 1944 года по существу служила британским целям при любом её исходе. В случае победы ЭЛАС уход немцев будет ускорен, а под предлогом противостояния ЭЛАС-ЭДЕС, англичане будут освобождены от предоставления Левкады ЭЛАС, как это было согласовано соглашением подписанным в Плаке между ЭАМ и ЭДЕС 29 февраля 1944 года. Таким образом будет обеспечен британский плацдарм в центральной части Ионического моря. 
Однако в случае поражения ЭЛАС, пробританский ЭДЕС будет доминировать на Левкаде и Британия не будет выполнять обязательства взятые ею соглашением Плаки, по сути оказывая поддержку немцам в спасении ЭДЕС, которая продолжала вести двойную игру.
Термо́с пишет что эпизод в Левкаде, предвосхищал широкое противостояние на греческой территории, которое «прямиком вело Грецию из Сопротивления в гражданскую войну».

## Перед сражением

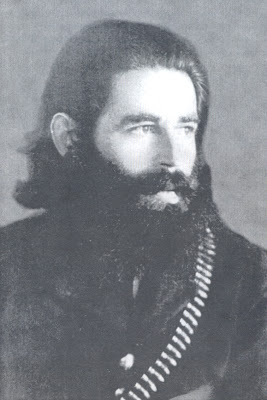
Лёцос, Пантелис - командир роты 2/39 полка ЭЛАС, принявшей участие в сражении

Житель Левкады и юрист Пантелис Лёцос партизанский псевдоним “Ко́ракас” (Во́рон) возглавлял роту 2/39 полка Народно-освободительной армии Греции (ЭЛАС) базировавшейгося на материке, в Акарнании.
В своих послевоенных мемуарах и интервью Лёцос-Коракас информирует что приказ о «зачистке Левкады от реакционеров» поступил от штаба XIII дивизии 2/39 бригаде:404. 
Но операция была только частью широкого наступления ЭЛАС против немецких оккупационных сил и коллаборационистов в Западной Греции:415. 
З. Куцафтис пишет что со стороны левкадитов было много возражений, поскольку решение нарушало политику не вести военные действия на острове в силу его ограниченных размеров, будучи уверенными что операция вызовет вмешательство немцев:405
Кроме этого операция отменяла дипломатию в поисках консенсуса с отрядом ЭДЕС на острове и в отношениях с членами организаций правой политической ориентации.
Бригада сформировала штаб возглавляемый “капитанами” Фортунасом и Коракасом.

## Сражение
В начале июня 1944 года, вместе с «капитаном Фортунасом», и при поддержке плавсредств Греческого народно-освободительного флота (ЭЛАН), Коракас предпринял рискованную операцию по освобождению своего родного острова

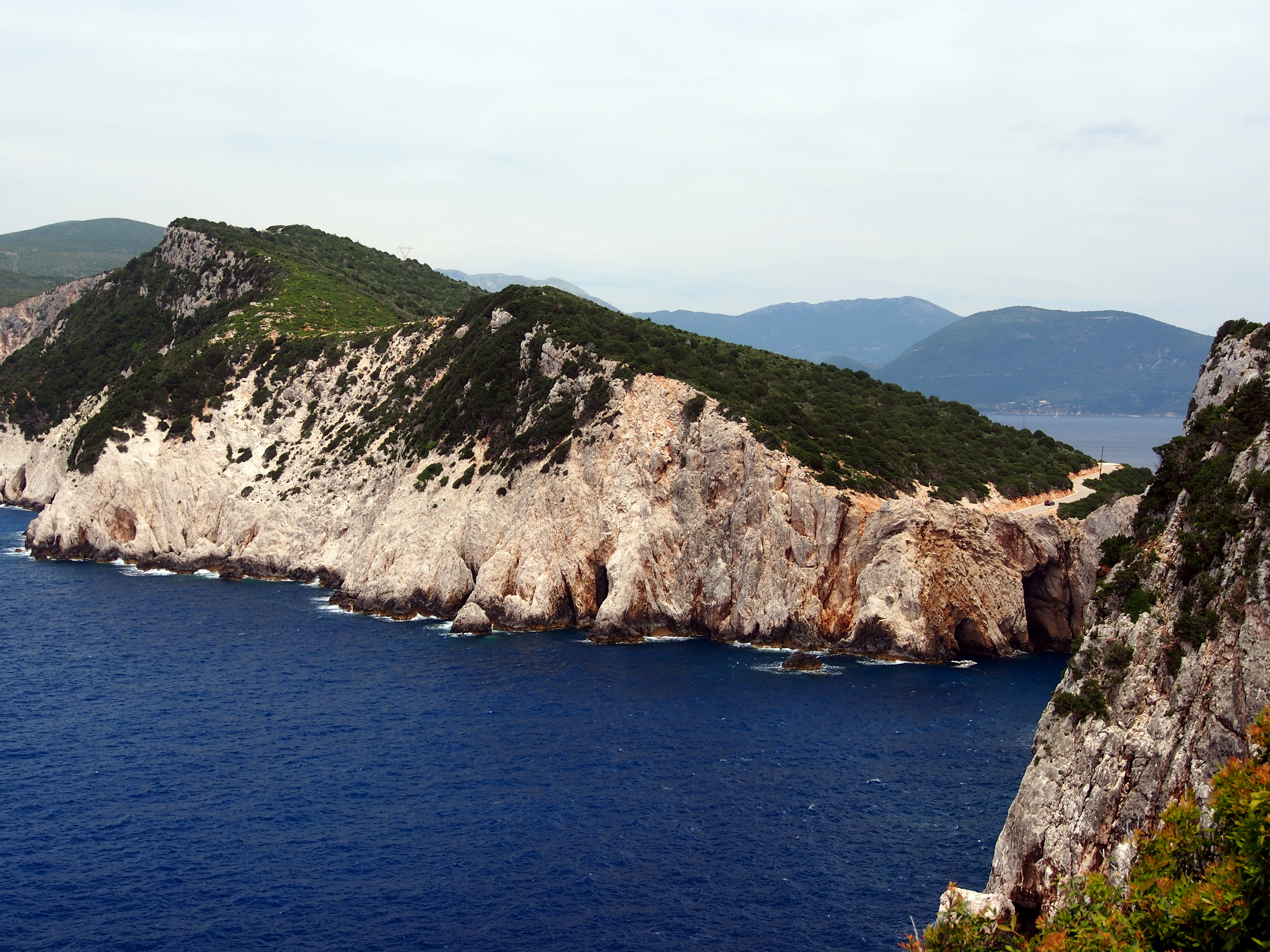
Мыс Каво Лефката на крайнем юго-западе острова, где высадился Фортунас с кефалонийцами

Фуртунас высадился 10 июня 1944 года на мысе Каво Лефката с 40-50 бойцами с острова Кефалиния:387.
400 вооружёных местных “резервистов” и 50 кефалонийцев Фуртунаса должны были зачистить остров:408
Ханс Флайшер отмечает эпизод происшедший за два дня до начала операции,14 июня. При перевозке небольшой группы евреев, немцы сделали остановку на острове. Сигарета предложенная местным священником вызвала неожиданную реакцию – Антон Бюргер, австрийский офицер SDE, пристрелил на месте одного еврея и ранил второго, но местный житель Каллистратос Газиас спас и спрятал одного из евреев:411
Выступление началось на рассвете 16 июня:418
1я рота (бойцы с острова Кефалиния), двинулась к селу Алатро (Аλάτρο) на юго-западе острова. 
2я рота (местные резервисты, под командованием Герасима Термо́са («учитель») двинулась к Ставрота, откуда поднялась на высоту Лаинаки, которую защищал отряд ЭДЕС Замбелиса и бежавшие сюда коллаборационисты:417 (Коракас пишет силы Забелиса и др в общей сложности насчитывали 150 человек):412.
По одним сведениям высота Лаинаки была занята 16 июня в 11 утра, но затем было потеряно время, а на следующее утро наступление не было продолжено, по причине прибытия немцев:416.
Есть утверждение что время было потеряно в силу того что наступавшие резервисты устроили застолье:419
3я рота резервистов под командованием Кациянниса направилась к Сиврос. 
4я рота резервистов, под командованием Спироса Фатураса (псевдоним «Папио») расположилась на высотах у села Эвгирос. 
«Штаб» операции (Фортунас и «Коракас») с его 40 бойцами направился к селу Агиос Илиас.
Рота Кациянниса двинулась к Хортата –Атани и спустилась к Агиос Петрос, где соединилась с отрядом Заняса с целью занятия командного пункта в Лаинаки, где должны были сойтись все силы ЭЛАС. 
С. Фатурос, в своих мемуарах пишет, что назначенные командирами в южном регионе острова Гектор Кацияннис и Герасим Термо́с не имели контакта с штабом 17 часов. 
Бой за Лаинаки продолжался, эдеситы и коллаборационисты несли потери, многие сдавались. 
Видя что им не удержать высотуЛаинаки, эдеситы и коллаборационисты запросили вмешательство немцев:420
По получении известия о начале операции 16 июня немцы отреагировали немедленно. 
К тому же “Егерский полк 734”, с его тяжёлым оружием, был в боевой готовности с 1 июня и выступил с 16 на 17 июня сразу после получения просьбы оборонявшихся:424.
Кроме этого, майор Вебер, командир гарнизона материковой Воницы, 16 июня находился в Левкаде:429.
Батальон прикрытия из 2/39 бригады ЭЛАС, задачей котого было не допустить подход немецких сил из Акарнании, свою задачу не выполнил:413. 
Кроме этого с острова Закинф высадилась 11я рота 734 полка, которая, как пишет Ханс Флайшер, “окружила эамитов и разбила их”:411
Немцы вмешались в критический момент:411.
Подвергнувшись обстрелу тяжёлыми миномётами, не имевшие боевого опыта, резервисты стали отходить.:428. 
Куцафтис пишет, что не потери, а именно психологический фактор, когда бой с коллаборационистами ещё продолжался а немцы появились в тылу, стали причиной поражения ЭЛАС:428. 
К тому же, план партизан предусматривал установление контроля над островом до (возможного) вмешательства немцев, но ни в коей мере не предусматривал в случае этого вмешательства продолжение сражения партизан с их единственным пулемётом на два фронта. 
Сам капитан Коракас после войны заявлял, что в этом случае он не верил в успех операции.
Немаловажным был и фактор отсутствия беприпасов – каждый из бойцов имел при себе свой минимум патронов:440. 
2й и 3й ротам не удалось встретиться с «штабом» Фортунаса Коракаса. Фатурос пишет что ожидал штаб 15 часов в Сиврос, по причине того что в бой вступили большие немецкие силы. 
Есть утверждения что 2я рота Г. Термо́са заняла Лаинаки, который был основной целью операции, уже в первый день, как и предписывал план операции, в то время как «штаб» Фортунаса-Коракаса со своими 40 бойцами занял село Агиос Илиас, но с большим опозданием и двинулся к Сиврос. И. Термо́с пишет что в силу этого опоздания штаб несёт ответственность за события происшедшие в Агиос Илиас.
На следующий день, по предложению Фатуроса было согласовано что сам Фатурос отойдёт с отрядом села Эвгирос, а Кацикояннис с остальными силами останется на месте в ожидании связного. 
Об этом был проинформирован и Термо́с который находился в Лаинаки. 
По сути «хорошо организованный отряд резервистов» Эвгироса, как пишет Куцафтис, не успел принять участие в начале сражения, не получив вовремя соответствующий приказ:444.
Через день долина в Асимо́кампос (Ασημόκαμπος) была занята немцами. Единственный пулемёт партизан не мог сдержать их. Потери партизан были большими.
После боя 19 июня немцы насчитали 48 убитых партизан:411.
Эласиты разбились на небольшие группы. Самая большая из них, группа Коракаса-Фортунаса перешла на горное плато Энглуви и Эксантия но уже не представляла собой значительной боевой силы :445.
Кефалонийцы предпринявшие на рассвете атаку на село Алатрос, которое обороняли эдеситы, понесли большие потери. Раненные, включая их командира Алисандратоса, были зарезаны ножами:420. 

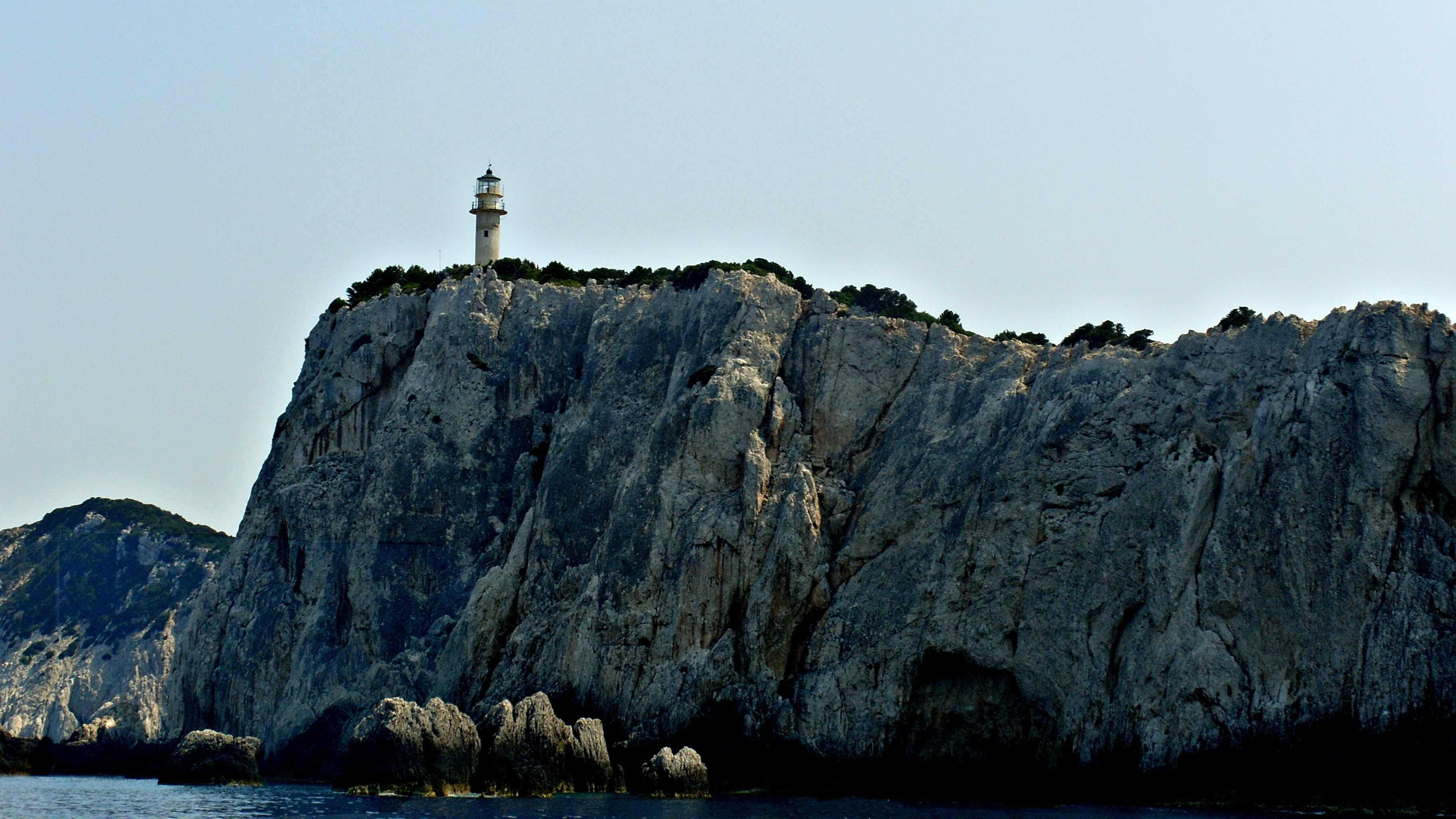
Маяк Дукато на юго-западной оконечности Лефкады

После вступления в бой немцев:421, оставшиеся в живых кефалонийцы 18 июня направились к мысу Нира на юго-западной оконечности острова, где после обстрела немецкими миномётами:4691 были перебиты/вырезаны коллаборационистами :423. 
Только пяти из них удалось чудом спастись – сняв огромную дверь с маяка Дукато, они использовали его как плот и гребя неизвестно чем сумели добраться до своего родного острова (около 10 -15 миль):417.
Куцафтис пишет, что в начале операции в ней приняли участие несколько сотен жителей:432, но к концу операции остались только 150, и вместе с (регулярными) партизанами силы ЭЛАС насчитывали не более 200-250 человек. Многим удалось переправиться на материк, для оставшихся на острове не было лесов прятаться:433. 
Кацикояннис с небольшой группой нашли на побережье заброшенную лодку и наспех залатав её перешли на остров Итака.
С. Фатурос вплавь перебрался на островок Меганиси, где ему дали лодку и он смог перебраться на материк. 
“Капитаны” Фортунас и Коракас сумели перебраться на лодке на материк, как пишет Куцафтис «оставив Левкаду на милость гуннов»:459. 
П. Влахос свидетельствует что спасённый и спрятанный левкадитами накануне сражения еврей, не был брошен и был вывезен на материк:473. 
23 июня немцы доложили, что они уничтожили “упорно сопротивлявшиеся остатки” (партизан) и насчитали 25 убитых и 8 пленных:411. Немцы свидетельствовали что пленные были сброшены в пещеры:412
Доклад германской 104-й дивизии горных егерей (104-я лёгкая пехотная дивизия (вермахт) гласил, что коммунистический террор на Левкаде вынудил принять решительные контрмеры и что на острове сфункционировала достаточно боеспособная самооборона, прошедшая с успехом испытание огнём. Однако в докладе было отмечено что пребывание немецких сил на острове не предвидится и на этот раз и по этой причине следует продолжать минирование окружающих вод:412.

## Террор и зверства
Ханс Флайшер пишет, что только 48 эласитов были убиты в сражении – 80 левкадитов (плюс 25 кефалонийцев) были вырезаны после беспорядочного отступления. 
В ходе карательных операций были сожжены 28 домов в «цитадели ЭАМ на юго-востоке» Левкады в селе Эвгиро, в то время как «красное» Энглуви было сожжено почти полностью (90 домов). Куцафтис пишет что множество сожжённых домов придало событиям на острове характер гражданской войны:422.
Лето 1944 года было отмечено всевозможными зверствами, изнасилованиями, пытками, казнями, сбрасыванием полуживых в «бездонные пещеры» (σπηλαιοβάραθρα) у села Алатро.
Опуская «гордое бахвальство» одного из коллаборационистов, что он собственноручно зарезал 32 эласитов, Куцафтис приводит примеры другого коллаборациониста, который носил с собой как трофей чью то отрезанную руку, убийство перед глазами семьи одного эамита и сожжённого заживо другого:453
Масштабы зверств коллаборационистов вынудили немцев издать 27 июня приказ, которым запрещали им войти в город Левкаду, который однако вскоре отменили:462.
Попытка коллаборационистов сжечь село Кариа была отменена вмешательством немцев. Немцы установили также блок пост у села Цукаладес, с целью не допустить сожжение этого села:463.
Изнасилование и убийство юноши А. Л. вызвало у немцев отвращение, насильник был ими расстрелян:483.
Коллаборационисты Левкады не ограничились зверствами на своём острове, но перенесли их на соседний «мирный остров» Итака, а также дважды совершили налёт и ограбление в Ксиромеро на материке. В последнем принимала участие и жандармерия острова:468:473.

### «Дыра»
Печальную славу получила «Дыра» (пещера) у села Алатро, куда согласно послевоенным слухам были сброшены «несколько сотен» (!) человек.
Т. Кунадис, отвечая на эти слухи и «приземляя цифры», пишет что в «Дыру» были сброшены «только 7-8» человек:463.
Однако он не смог отрицать того факта, что при этом одному из них (С.Газису) ещё живым вырезали сердце, двум другим выкалывали глаза:464.
Зиангас пишет что «несколько сотен» число невероятное, А. Солдатос оценивает число сброшенных в «Дыру» примерно в 50 человек:465.
Одому из них, С.Паплаяннису, удалось выбраться из «Дыры», но раненный был схвачен и вновь сброшен туда:470:473.
31 декабря, в ходе декабрьского противостояние против британской армии, части ЭЛАС вступили в Левкаду. В ужасных условиях и без специального оборудования была предпринята попытка достать из пещеры разлагавшиеся трупы. Удалось достать, опознать и похоронить тела только трёх человек:478.

## Вопрос о сотрудничестве ЭДЕС с немцами
Июнь 1944 года был отмечен размахом военных действий ЭДЕС против сил ЭЛАС на северо-западе Греции.
Одновременно период 1943 – 1944 годов отмечен большим рядом эпизодов сотрудничества ЭДЕС с Вермахтом.
В послевоенные годы, делая упор на антикоммунистический характер ЭДЕС, были предприняты попытки реабилитации ЭДЕС, посредством отрицания, замалчивания или оправдания этих фактов.
Куцафтис пишет что в случае Лефкады, попытки отрицания сотрудничества ЭДЕС с Вермахтом неоспоримы и не имеют смысла.
Части Вермахта пришли на спасение финансируемого англичанами ЭДЕС, и вместе с эдеситами приняли участие в развязанном на острове терроре:431.
Куцафтис пишет, что немцы, как минимум, на этом этапе, не рассматривали ЭДЕС в качестве своего противника, подчёркивает тот факт, что они не предприняли никаких попыток ареста/пленения членов ЭДЕС:431.
При этом, резервист Г. Арванитис, который после сражения на Левкаде переметнулся в ЭДЕС, свидетельствует что британские подлодки продолжали доставлять ЭДЕС боеприпасы и продовольствие в заливе у города Парга, недалеко от Левкады:468.

## Впоследствии
В июле 1944 года Герасимос Термо́с был заместителем командира бригады Аретаса в Сражении в Амфилохии.
В том же сражении отличился 3й батальон 2/39 полка ЭЛАС который возглавлял Панос Яннулис.
Г. Τермόс принял участие в освобождении Кефалинии, возглавив «батальон Левкады-Ксиромеро» (100 бойцов — сформирован в сентябре 1944 года) вместе с итальянским капитаном Пампелони (прототип героя книги и фильма Выбор капитана Корелли, и агрономом Диомидисом.
После освобождения Кефалинии члены британской миссии потребовали передать им трофейное немецкое оружие. Г.Термόс не только отверг это требование, но и арестовал англичан, после чего переправил этот большой объём трофеев в Акарнанию.
Немцы ушли из Левкады 12 сентября, сопровождаемые прощальными выстрелами коллаборационистов:473, в то время как юрист и издатель местной коллаборационистской газеты «Эллинизм» С. Катоподис, без никаких опасений за своё будущее, выражал свою признательность немцам «за совместное преследование коммунистического зверя» (в августе тот же издатель писал о «3 тысячах вооружённых до зубов эамитов, которые получили по заслугам»).
Место немцев на острове заняли коллаборационисты и ЭДЕС, хотя по предыдущему согласованию с англичанами, остров должен был перейти под контроль ЭЛАС. Однако в период декабрьских боёв ЭЛАС против британской армии остров был оккупирован англичанами (2-17 декабря 1944), после чего был передан ими ЭДЕС.
После британской интервенции декабря 1944 года и подписания в январе 1945 года Варкизского соглашения, наступил период т.н «Белого террора» - бывшие коллаборационисты преследовали бывших участников Сопротивления уже на «законных» основаниях.
Сотни бывших эамитов-эласитов, в их числе священник Э. Ктенас из начального руководства Сопротивления на острове, были арестованы и подверглись пыткам.
В период последовавшей Гражданской войны (1946-1949), как и в годы оккупации и по тем же причинам, Левкада не была театром военных действий, и, так же как и в оккупацию, левкадиты вступали в ряды Демократической армии на материке.
Куцафтис пишет, что после признания Национального Сопротивления через полвека, греческому государству следовала бы объявить «Дыру» и маяк Дукато жертвенными местами и собрать неиндентифицированные кости борцов Сопротивления. Он же пишет, что историческая реабилитация и честь погибшим является (необходимым) национальным актом:517.